# El raïl del Tramvia de Foc
El raïl del Tramvia de Foc és una obra de Sant Adrià de Besòs (Barcelonès) protegida com a Bé Cultural d'Interès Local.

## Descripció
El traçat del tramvia el vapor del litoral, el tramvia de foc, de Sant Martí a Badalona que va funcionar entre 1884 i 1964. Creuava el riu per un pont de fusta i era molt voluminós, feia molt de fum i de la caldera, en sortien flamarades. Enllaçava Sant Adrià i Barcelona, arribava fins al carrer Comerç. El 1903 es va electrificar. L'any 1937, en plena Guerra Civil, una riuada s'emportà el pont i els viatgers havien de travessar el riu a peu. El 1944 es va enllestir el pont nou. D'aquesta infraestructura en queden els raïls a la carretera de Mataró. De fet, són el darrer vestigi del pas dels tramvies decimonònics per la nostra ciutat que van contribuir en gran manera al desenvolupament, industrial, social i urbanístic del pla del Besòs.